# Preces

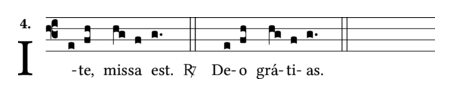
Preces Ite, missa est

Preces (singulár prex) je latinské označení pro verš, který je pronášen celebrantem (nebo jáhnem) a věřící (nebo ministrant) na něj odpovídají. Zvolání je značeno symbolem ℣ a odpověď symbolem ℟.

## Charakteristika
Střídavá, neboli chórová modlitba typu preces patří mezi nejstarší modlitební formy. Jedná se o modlitby s původem u starověkých Židů. Podobnou formou modlitby jsou žalmy.

## Užití
V římskokatolické církvi se užívají při bohoslužbě řádného i mimořádného římského ritu, rovněž jsou součástí tradic i východních katolických církví, jakož i společností zasvěceného života (např. Opus Dei). Jsou užívány i v anglikánských církvích a v některých dalších protestantských denominacích.